# فالی (باکینگهام‌شر)
فالی (به انگلیسی: Fawley) یک روستا و محله مدنی در بریتانیا است که در ویکام واقع شده‌است. فالی ۲۵۵ نفر جمعیت دارد.